# Jim Guy Tucker

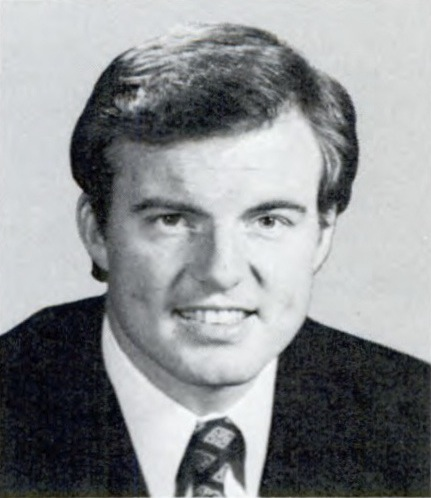
Jim Guy Tucker (1977)

James Guy „Jim“ Tucker (* 13. Juni 1943 in Oklahoma City, Oklahoma; † 13. Februar 2025 in Little Rock, Arkansas) war ein US-amerikanischer Politiker (Demokratische Partei). Er war zwischen 1992 und 1996 Gouverneur des Bundesstaates Arkansas.

## Frühe Jahre und politischer Aufstieg
Jim Tucker besuchte bis 1964 die Harvard University. Dann wollte er der Reserve des Marine Corps beitreten, wurde aber aus gesundheitlichen Gründen abgelehnt. Zwischen 1965 und 1967 war er Kriegsberichterstatter aus Südvietnam. Dann studierte er an der University of Arkansas Jura und machte dort im Jahr 1968 sein Examen. Nach einer kurzen Zeit als Anwalt bei einer Kanzlei wurde Tucker zwischen 1971 und 1972 Staatsanwalt im 6. Gerichtsbezirk von Arkansas. Zwischen 1973 und 1975 war er Mitglied einer Kommission zur Überarbeitung des Strafrechts von Arkansas. Gleichzeitig war er zwischen 1973 und 1977 Attorney General des Staates.
Von 1977 bis 1979 vertrat er den 2. Kongresswahlbezirk von Arkansas im US-Repräsentantenhaus in Washington. Innerhalb seiner Partei war er ein Gegner von Bill Clinton, dem er in den 1980er Jahren mehrfach bei Vorwahlen unterlag. Jim Tucker zog sich deshalb vorübergehend aus der Politik zurück und war wieder als Anwalt tätig.

## Gouverneur von Arkansas

Gouverneur Tucker (links) mit seinem Vorgänger Bill Clinton im Oval Office, kurz nachdem dieser neuer US-Präsident wurde (1993)

Im Jahr 1990 wollte sich Tucker ursprünglich erneut um das Amt des Gouverneurs bewerben; er änderte aber seine Meinung und wurde stattdessen zum Vizegouverneur unter Clinton gewählt. Dabei hat er bereits mit der Möglichkeit einer Wahl Clintons zum US-Präsidenten gerechnet, was ihm den Weg in das Amt des Gouverneurs geebnet hätte. Dieser Fall trat tatsächlich ein: Clinton trat nach seiner Wahl zum Präsidenten der USA am 12. Dezember 1992 als Gouverneur zurück und Tucker konnte ihm ins Amt nachfolgen. Er musste zunächst die restliche Amtszeit Clintons beenden und trat dann im Jahr 1994 zur Wiederwahl an. Bei dieser Wahl konnte er sich gegen den Republikaner Sheffield Nelson durchsetzen.
Tucker hat als Gouverneur den wirtschaftlichen Aufschwung gefördert und die Bildungspolitik durch einen höheren Etat ausgebaut. Damals gab es einen Anstieg der Jugendkriminalität, die der Gouverneur mit härteren Gesetzen bekämpfte. Schließlich setzte sich Tucker auch für den weiteren Ausbau der Straßen in Arkansas ein. Dann wurde Tucker aber in die Whitewater-Affäre verwickelt. Er wurde wegen Verschwörung und Postbetrugs verurteilt und musste aus diesem Grund am 15. Juli 1996 vom Amt des Gouverneurs zurücktreten. Sein Vizegouverneur Mike Huckabee übernahm das Amt. Aufgrund der getrennten Wahl zwischen Gouverneur und Vizegouverneur wurde mit Huckabee ein Republikaner neuer Regierungschef des Bundesstaates.

## Weiterer Lebenslauf
Aufgrund seiner gesundheitlichen Probleme (Nierentransplantation) wurde Tuckers Strafe zur Bewährung ausgesetzt. Später lebte er in Little Rock im Ruhestand. Er war mit Betty Tucker verheiratet, mit der er vier Kinder hatte.